# Bradyetes weddellanus
Bradyetes weddellanus är en kräftdjursart som beskrevs av Markhaseva och Schulz 2006. Bradyetes weddellanus ingår i släktet Bradyetes och familjen Aetideidae. Inga underarter finns listade i Catalogue of Life.